# Franz Woenig
Franz Woenig (* 28. Februar 1851 in Breitenhagen, Provinz Sachsen; † 16. Februar 1899 in Leipzig) war ein deutscher Schriftsteller, Dichter und Lehrer.

## Leben
Er war der Sohn eines Schiffseigners. Nach dem Besuch der Volksschule ging er von 1868 bis 1871 an das Lehrerseminar nach Barby (Elbe). Nach dessen erfolgreichem Abschluss wirkte er als Lehrer in der Stadt Aken (Elbe). 1874 ging er an die Universität Leipzig, um Pädagogik und Naturwissenschaften zu studieren. Danach blieb er in der Messestadt Leipzig und wurde Lehrer für Naturwissenschaften an einer höheren Mädchenschule, am Kindergärtnerinnen-Seminar und am DamenLyzeum für Damen. 
In den Sommermonaten führte er ab 1890 botanische Untersuchungen in Ungarn durch, die von der dortigen Regierung gefördert und deren Ergebnisse unmittelbar nach seinem Tod 1899 veröffentlicht wurden. Er sammelte dort außerdem ungarische Volkslieder und setzte diese für Singstimme mit Klavierbegleitung.
Er war viele Jahre Mitarbeiter für Feuilletons und Kritiken beim Leipziger Tageblatt, schrieb für die Bunten Bilder aus dem Sachsenlande und verschiedene Zeitungen und Zeitschriften und verfasste mehrere Artikel für Meyers Konversationslexikon.

## Werke (Auswahl)
- Heiderosen. Gedichte. 1871.
- Das Weltgericht bei Sedan. Epische Dichtung. 1873.
- Herzensträume. Gedichte. 1874.
- Wenn die Haseln blühn. Novelle. 1874.
- Julius Baumels Hochzeitsreise. Lustspiel: 1874.
- Diclytra. Ein Blumenmärchen für die Frauenwelt. 1876.
- Vöglein vom Walde. 1881.
- Aus der Schlacht bei Villiers-Brie. Epische Dichtung. 1885.
- Bei Buzancy. 1886.
- Auf der Stammburg der Wettiner. In: Bunte Bilder aus dem Sachsenlande. Für Jugend und Volk. Leipzig 1892, S. 3–8.
- Die Pflanzen im alten Aegypten. 2. Auflage, Verlag von Albert Heitz, Leipzig 1897.
- Die Pusztenflora der großen ungarischen Tiefebene. Verlag von Carl Meyers Graphischem Institut, Leipzig 1899.